# 방민아
방민아(方珉雅, 1993년 5월 13일 ~ )는 대한민국의 가수, 배우이다.

## 상세
방민아는 고등학생 시절에 명동 거리에서 노래 이벤트에 참여하던 중 기획사를 설립한 이종석 대표가 방민아를 영입하면서 가요계에 입문하였다. 데뷔 전에는 가수이자 작사가인 박선주가 운영하는 '모래공장'에서 보컬 트레이닝을 받았다. 2010년 7월 9일 걸스데이의 첫 싱글인 Girl`s Day Party #1를 발매하였고 같은 날 KBS2 뮤직뱅크부터 출연하면서 걸스데이의 멤버로 공식 데뷔하였다. 현재 걸스데이 메인보컬로 활동 중이다.3옥타브 파(F5) 이상의 음역대를 무리없이 소화하는 고음역대에 특화된 보컬로 유명하다.
2011년 MBN 시트콤 《뱀파이어 아이돌》 등을 시작으로 2013년 스크린 데뷔작 《홀리》를 통해 제13회 광주 국제 영화제 신인 여우상을 수상하는 등 연기 활동을 병행하고 있다. 2014년 민아가 주연으로 출연한 삼성의 웹 드라마 《최고의 미래》는 삼성 그룹의 소셜미디어 채널과 네이버, 다음, 유튜브를 통해 공개한지 한 달여 만에 한국 웹드라마 최초로 조회수 천만 회를 돌파했다.
2016년 SBS 드라마 《미녀 공심이》에서 주연을 맡았다.

## 학력
- 인천성지초등학교 졸업
- 북인천여자중학교 졸업
- 진선여자고등학교 졸업
- 동덕여자대학교 방송연예 졸업

## 음반 목록

### 솔로 음반
| 앨범 형식 | 음반 정보                                      | 트랙 리스트 |
| --------- | ---------------------------------------------- | --- |
| 미니 1집  | 《I Am A Woman Too》 - 발매일: 2015년 3월 16일 | 1. 이상하다 참 (Feat. 칸토 of 트로이) 2. 나도 여자예요 (뮤직비디오) 3. Colorful 4. 이상하다 참 (Inst.) 5. 나도 여자예요 (Inst.) |

### 참여 음반
| 연도   | 음반명 |
| ------ | --- |
| 2010년 | - 게임 《아르고 (ARGO) O.S.T.》 - KBS2 드라마 《정글피쉬 2 O.S.T.》 - 단 한번만 |
| 2011년 | - 데프콘 - 래퍼들이 헤어지는 방법 Part.2 (Feat. 민아) |
| 2013년 | - 빅스 - 그만 버티고 (Feat. 민아) |
| 2014년 | - 손만 잡을게 (With 딘딘) - 브라질 월드컵 응원가 - 승리를 위하여 2014 (With 트랜스 픽션) - MC 몽 - Whatever (Feat. 민아) - 다미아노 - Skyfall (Feat. 민아) - SBS 드라마 《닥터 이방인 O.S.T.》 - 니가 내가 - 영화 《아빠를 빌려드립니다 O.S.T.》 - 들려줘요, 세상만사, 세상만사 Rock ver. - KBS2 드라마 《왕의 얼굴 O.S.T.》 - 한 사람 |
| 2016년 | - SBS 드라마 《미녀 공심이 O.S.T.》 - My First Kiss |
| 2019년 | - SBS 드라마 《절대 그이 O.S.T.》 - 사랑이었다 (Feat. 정일훈) |

## 출연 작품

### 드라마
- 2011년 KBS2 월화 미니시리즈 《동안미녀》
- 2012년 ~ 2013년 MBN 일일연속극 《뱀파이어 아이돌》 ... 민아 역
- 2013년 SBS 드라마스페셜 《주군의 태양》 ... 가영 역
- 2013년 SBS 단막극 《기적을》
- 2014년 네이버TV 웹 드라마 《최고의 미래》 ... 신미래 역
- 2015년 ~ 2016년 MBC 수목 미니시리즈 《달콤살벌 패밀리》 ... 백현지 역
- 2016년 SBS 주말 미니시리즈 《미녀 공심이》 ... 공심 역
- 2019년 SBS 드라마스페셜 《절대 그이》 ... 엄다다 역
- 2021년 MBC 토요 미니시리즈 《이벤트를 확인하세요》 ... 하송이 역
- 2023년 ENA 수목 미니시리즈 《딜리버리 맨!》 ... 강지현 역
- 2025년 wavve 왓챠 웹 드라마 《찌질의 역사》 ... 권설하 역

### 영화
- 2013년 영화 《홀리》 ... 완이 역
- 2014년 영화 《아빠를 빌려드립니다》 ... 보미 역
- 2021년 영화 《최선의 삶》 ... 이강이 역
- 2023년 영화 《화사한 그녀》 ... 주영 역
- 2024년 영화 《원정빌라》 ... 유진 역
- 2024년 영화 《오랜만이다》

### 뮤직 비디오
| 연도 | 가수 | 노래   | 비고      |
| ---- | ---- | ------ | --------- |
| 2010 | HIT5 | 怕了你 | 중국 가수 |

## 텔레비전 프로그램

### 진행(MC)
| 연도 | 방송사   | 제목                            | 배역 | 비고                                                             |
| ---- | -------- | ------------------------------- | ---- | ---------------------------------------------------------------- |
| 2010 | MBC      | 여자가 세상을 바꾼다 - 원더우먼 | MC   | 19부작 (16회부터 출연), 홍은희, 홍지민, 현영, 유채영과 공동 진행 |
| 2010 | MBC 게임 | 민아의 챔스토리                 | MC   |                                                                  |
| 2013 | SBS      | SBS 인기가요                    | MC   | 황광희, 이현우와 공동 진행                                       |
| 2014 | SBS      | 에코빌리지 즐거운 家!           | 고정 |                                                                  |
| 2016 | SBS      | SBS 연기대상                    | MC   | 이휘재, 유희열과 공동 진행                                       |

### 텔레비전 프로그램
| 연도      | 방송사     | 제목                                      | 출연                     | 비고                                                    |
| --------- | ---------- | ----------------------------------------- | ------------------------ | ------------------------------------------------------- |
| 2010      | KBS joy    | 너라면 좋겠어                             | 고정                     | 9부작                                                   |
| 2010      | Y-STAR     | 식신로드                                  | 게스트                   | 3회                                                     |
| 2010      | MBC every1 | 우리 연애합니다                           | 고정                     | 4부작, with 걸스데이                                    |
| 2010      | MBC        | 청춘 버라이어티 꽃다발                    | 고정                     | with 걸스데이                                           |
| 2010      | SBS        | 놀라운 대회 스타킹                        | 고정                     | with 걸스데이                                           |
| 2011      | KBS2       | 스쿨 버라이어티 백점만점                  | 게스트                   |                                                         |
| 2011      | KBS2       | 체험 삶의 현장                            | 게스트                   | 스키장 편, with 걸스데이                                |
| 2011      | tvN        | 재밌는 TV 롤러코스터                      | 게스트                   | 속타 그래붙어 편                                        |
| 2011      | SBS        | 강심장                                    | 게스트                   | 63회~64회                                               |
| 2011      | Mnet       | 걸스데이 엠픽                             | 본인                     | 걸스데이 단독 리얼리티, with 걸스데이                   |
| 2011      | KBS2       | 개그콘서트 - 슈퍼스타 KBS 코너            | 게스트                   | with 걸스데이 (뽕 시스터즈)                             |
| 2011      | MBC every1 | 주간 아이돌                               | 게스트                   | 18회, 걸스데이 편, with 걸스데이                        |
| 2012      | MBC        | 설 특집 아이돌스타 알까기 선수권대회      | 게스트                   | with 걸스데이                                           |
| 2012      | MBC        | 제4회 아이돌스타 육상 수영 선수권대회     | 게스트                   | with 걸스데이                                           |
| 2012      | KBS joy    | 안아줘(안녕하세요가 아니라고 말해줘)      | 게스트                   | with 혜리                                               |
| 2012      | Mnet       | 비틀즈코드                                | 게스트                   | 37회, with 걸스데이                                     |
| 2012      | MBC every1 | 주간 아이돌                               | 게스트                   | 74회, 걸스데이 편 with 걸스데이                         |
| 2012      | KBS2       | 대국민 토크쇼 안녕하세요                  | 게스트                   | 98회                                                    |
| 2013      | SBS funE   | 스타 뷰티쇼 SEASON2                       | 게스트                   | 9회, 걸스데이 편 with 걸스데이                          |
| 2013      | MBC every1 | 주간 아이돌                               | 게스트                   | 105회, 걸스데이 편 with 걸스데이                        |
| 2013      | KBS2       | 불후의 명곡 - 쿨 특집                     | 게스트                   | with 걸스데이                                           |
| 2013      | MBC every1 | 더 드라마틱 - 한여름 밤의 오싹한 연애     | 고정                     | with 걸스데이                                           |
| 2013      | SBS        | 일요일이 좋다 - 런닝맨                    | 게스트                   | 162회, '아이돌의 제왕' 편 with 유라                     |
| 2013      | MBC        | 추석 특집 2013 아이돌스타 육상 선수권대회 | 게스트                   | with 걸스데이                                           |
| 2013      | Mnet       | 비틀즈 코드 시즌2                         | 게스트                   | 82회, 걸스데이 편 with 걸스데이                         |
| 2013      | SBS        | 추석 특집 스타 페이스오프                 | 게스트                   | with 걸스데이                                           |
| 2014      | KBS2       | 위기탈출 넘버원                           | 게스트                   | with 걸스데이                                           |
| 2014      | MBC every1 | 주간 아이돌                               | 게스트                   | 134회, 걸스데이 편 with 걸스데이                        |
| 2014      | KBS2       | 대국민 토크쇼 안녕하세요                  | 게스트                   | 161회, with 걸스데이                                    |
| 2014      | MBC        | 휴먼다큐 사람이 좋다                      | 게스트                   | 64회, 걸스데이 편 with 걸스데이                         |
| 2014      | SBS        | 일요일이 좋다 - 런닝맨                    | 게스트                   | 198회, '절대 사랑 커플 레이스' 편                       |
| 2014      | JTBC       | 마녀사냥                                  | 게스트                   | 47회, with 소진                                         |
| 2014      | KBS2       | 밥상의 신                                 | 게스트                   | 12회, 닭요리 밥상 편                                    |
| 2014      | KBS2       | 대국민 토크쇼 안녕하세요                  | 게스트                   | 184회, with 소진                                        |
| 2014      | MBC        | 우리 결혼했어요 시즌4                     | 특별 게스트              | 227회, 홍종현&유라 커플 편 with 소진, 혜리              |
| 2014      | tvN        | SNL 코리아                                | 게스트                   | 28회, 걸스데이 편 with 걸스데이                         |
| 2015      | KBS2       | 위기탈출 넘버원                           | 게스트                   | 475회                                                   |
| 2015      | KBS2       | 위기탈출 넘버원                           | 게스트                   | 485회                                                   |
| 2015      | KBS2       | 해피선데이 - 1박 2일                      | 게스트                   | 397회~399회, '두근두근 우정여행 여자사람친구 특집' 편   |
| 2015      | MBC every1 | 주간 아이돌                               | 게스트                   | 210회, 걸스데이 편 with 걸스데이                        |
| 2015      | MBC MUSIC  | 걸스데이의 어느 멋진 날                   | 본인                     | 걸스데이 단독 리얼리티, with 걸스데이                   |
| 2015      | SBS        | 정글의 법칙 in 니카라과 (21기)            | 고정                     | 8부작                                                   |
| 2015      | MBC        | 황금어장 라디오스타                       | 게스트                   | 453회, "작정하고 홍보한다 전해라~" 특집                 |
| 2015      | MBC        | 미스터리 음악쇼 복면가왕                  | 게스트 (럭셔리 백작부인) |                                                         |
| 2016      | SBS        | 동상이몽, 괜찮아 괜찮아                   | 게스트                   | 50회                                                    |
| 2016      | KBS1       | 안녕 우리말                               | 고정                     |                                                         |
| 2016~2017 | SBS        | 씬스틸러 - 드라마 전쟁                    | 고정                     | 8부작                                                   |
| 2017      | SBS        | 백종원의 3대 천왕                         | 게스트                   | 78회, '제주도 어디까지 먹어봤니? 특집' 편 with 걸스데이 |
| 2017      | JTBC       | 아는 형님                                 | 게스트                   | 68회, 형님학교 - 걸스데이 편 with 걸스데이              |
| 2017      | KBS2       | 대국민 토크쇼 안녕하세요                  | 게스트                   | 318회, with 걸스데이                                    |
| 2017      | JTBC       | 한끼줍쇼                                  | 게스트                   | 24회, 쌍문동 편 with 혜리                               |
| 2017      | tvN        | 현장토크쇼 택시                           | 게스트                   | 471회, 걸스데이 특집 편 with 걸스데이                   |
| 2017      | Mnet       | 신양남자쇼                                | 게스트                   | 7~8회, 걸스데이 편 with 걸스데이                        |
| 2017      | tvN        | 인생술집                                  | 게스트                   | 19회, 걸스데이 편 with 걸스데이                         |
| 2018      | KBS2       | 배틀트립                                  | 게스트                   | with 유라                                               |
| 2020      | tvN        | 놀라운 토요일 - 도레미 마켓               |                          | 108회                                                   |
| 2021      | MBC        | 출발! 비디오 여행                         |                          | 1395회                                                  |
| 2021      | MBC        | 구해줘! 홈즈                              |                          | 122회                                                   |
| 2021      | JTBC       | 방구석 1열                                |                          | 183회                                                   |
| 2022      | MBC        | 호적메이트                                |                          | with 방현아                                             |
| 2023      | JTBC       | 톡파원25시                                |                          | 55회                                                    |
| 2023      | JTBC       | 듣고 보니 그럴싸                          |                          | 5회                                                     |
| 2023      | SBS        | 신발 벗고 돌싱포맨                        |                          | 108회                                                   |
| 2024      | TV CHOSUN  | 식객 허영만의 백반기행                    | 게스트                   | 232회                                                   |

## 광고 모델

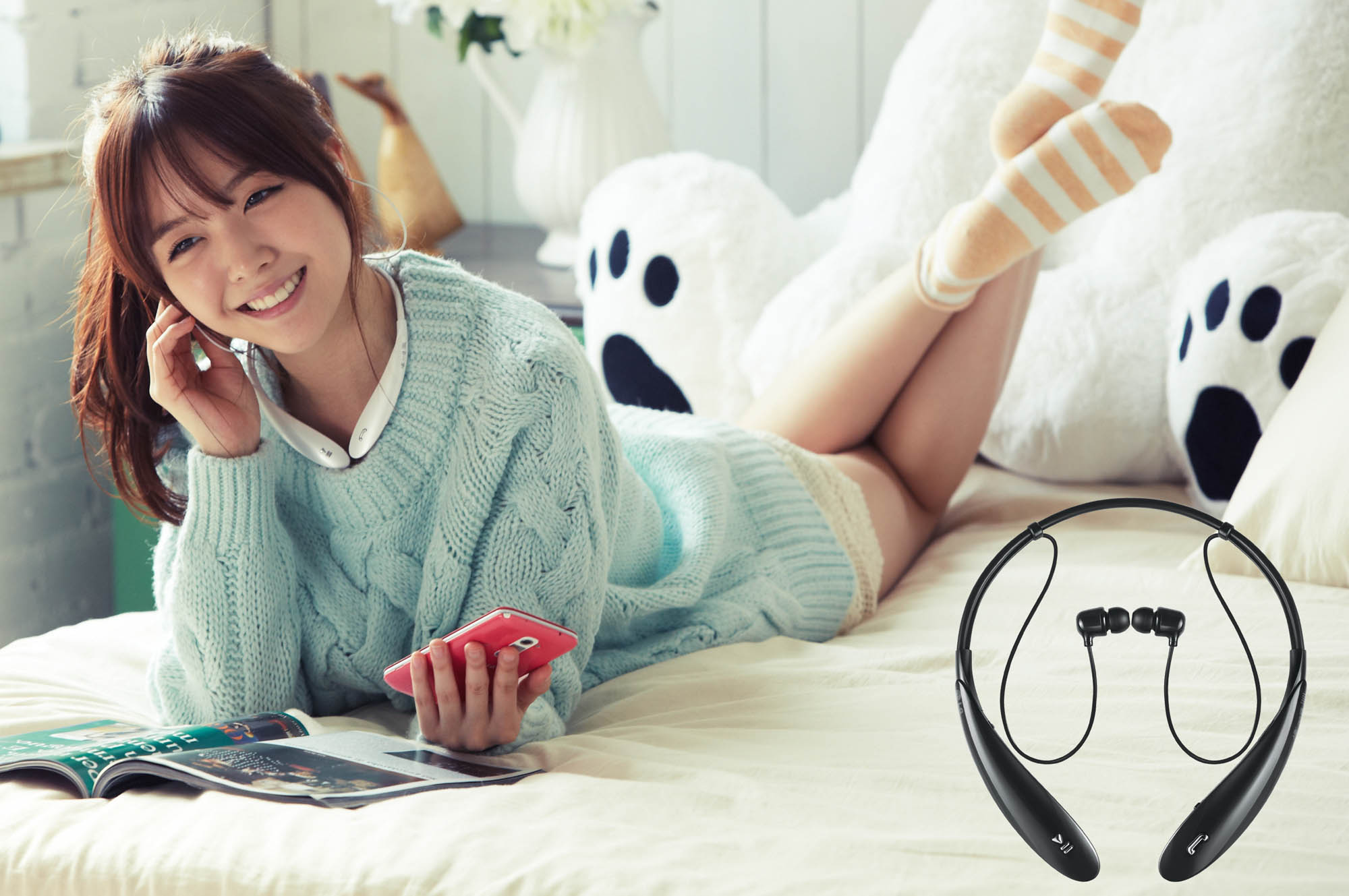
LG전자 이어폰 TONE+ 광고에서 민아

| 연도      | 기업명                 | 제품명                                              | 종류                       | 공동 출연                          |
| --------- | ---------------------- | --------------------------------------------------- | -------------------------- | ---------------------------------- |
| 2011      | (주)제이엠제이브로스   | 코나빈스                                            | 커피, 음료 프랜차이스 업체 | 걸스데이                           |
| 2011      | (주)구김스             | 구김스 2011 S/S 시즌 화보                           | 의류                       | 걸스데이                           |
| 2011      | 넥슨                   | 던전앤파이터                                        | 모바일 게임                | 걸스데이 (with 달샤벳)             |
| 2011      | PAL&C                  | 네파(NEPA)                                          | 아웃도어                   | 걸스데이 (with 2PM)                |
| 2012~2013 | (주)반도옵티칼         | 반도옵티칼                                          | 안경/선글라스 전문 업체    | 걸스데이                           |
| 2013      | (주)BHC                | BHC 치킨                                            | 치킨 프랜차이즈            | 걸스데이                           |
| 2013      | (주)코바스             | 시크릿 스타걸                                       | 인조 속눈썹, 네일 제품     | 걸스데이                           |
| 2013      | 해태제과×에자키 글리코 | 포키                                                | 스낵                       | 걸스데이 ※런칭 모델                |
| 2013~2014 | (주)엠앤디글로벌       | 비타데이                                            | 비타민 음료                | 걸스데이                           |
| 2013~2014 | 한국시세이도           | 마죠리카 마죠르카                                   | 화장품                     |                                    |
| 2013~2014 | LG전자                 | 포켓포토 POPO                                       | 사진 인화기                | 걸스데이                           |
| 2013~2014 | LG전자                 | 이어폰 TONE+                                        | 이어폰                     | 걸스데이                           |
| 2014      | (주)LF                 | 헤지스 액세서리                                     | 가방, 액세서리             | 걸스데이                           |
| 2014      | (주)피닉스             | 걸스데이가 착용하는 전자손목시계 "LSH"              | 우레탄밴드 제품            | 걸스데이                           |
| 2014      |                        | 애목공간(愛沐空間)                                  | 화장품                     | 중국 광고, 걸스데이 (런칭 모델)    |
| 2014      | (주)넥슨               | 영웅의 군단                                         | 모바일 게임                | 걸스데이                           |
| 2014      | (주)넥슨               | 서든어택                                            | 모바일 게임                | 걸스데이                           |
| 2014      | (주)오리온             | 닥터유 다이제                                       | 스낵                       | 걸스데이                           |
| 2014      | 리미티드에디션코리아   | 걸스데이 한정판 폰케이스                            | 폰케이스                   | 걸스데이 (초상권 사용 계약)        |
| 2014      | GS그룹                 | GS&콘서트 2014 홍보모델                             | 콘서트                     | 걸스데이                           |
| 2014      | LG전자                 | AKA                                                 | 스마트폰                   | 걸스데이                           |
| 2014~2015 | 롯데월드               | 롯데워터파크                                        | 워터파크                   | 걸스데이                           |
| 2014~2015 | (주)콜핑               | BTR 아웃도어                                        | 아웃도어                   | 걸스데이                           |
| 2014~2015 | (주)션마               | 션마(Senmir)                                        | 캐쥬얼 의류                | 중국 광고, 민아, 유라              |
| 2015~2016 | (주)훌랄라             | 훌랄라                                              | 치킨 프랜차이즈            | 걸스데이                           |
| 2015~2016 | (주)넥슨               | 테일즈런너                                          | 온라인게임                 | 걸스데이                           |
| 2015~2016 | (주)싸이닉             | 싸이닉                                              | 화장품                     | 걸스데이                           |
| 2015~2018 | 아모레퍼시픽           | 미쟝센                                              | 헤어케어                   | 걸스데이〈Hello Bubble〉           |
| 2016~2017 | (주)불스원             | 불스원 폴라패밀리 불스원 폴라패밀리 선바이저 방향제 | 자동차 방향제              | 2016년부터 걸스데이 멤버 모두 출연 |
| 2016~2017 | (주)불스원             | 불스원 크리스탈 코트                                | 자동차 세정제              | 걸스데이                           |
| 2016~2017 | 보해양조               | 언니네 부르스                                       | 주류                       |                                    |
| 2017      | 명인제약               | 메이킨큐                                            | 의약품(변비약)             | with 에릭 남                       |
| 2017      | 넷마블게임즈           | 테라M                                               | 모바일 게임                | with 추성훈, 남궁민                |

## 뮤지컬
- 2020년 뮤지컬 《그날들》
- 2024년 뮤지컬 《틱틱, 붐》

## 홍보대사 경력
| 연도 | 홍보대사명                                                                         | 비고   |
| ---- | ---------------------------------------------------------------------------------- | ------ |
| 2010 | 한국컨텐츠산업연합 홍보대사(걸스데이)                                              |        |
| 2011 | 선플로 만드는 화목한 가정 캠페인 홍보대사(걸스데이)                                |        |
| 2011 | 서울국제뷰티산업제전 홍보대사(걸스데이)                                            |        |
| 2011 | 제2회 대한민국 나눔대축제 홍보대사(걸스데이)                                       |        |
| 2012 | 영화 《짱구는 못말려 극장판: 태풍을 부르는 황금 스파이 대작전》 홍보대사(걸스데이) |        |
| 2012 | 서울 캐릭터 라이선싱 페어 2012 홍보대사(걸스데이)                                  |        |
| 2013 | 분당경찰서와 함께하는 학교폭력 근절 캠페인 홍보대사(걸스데이)                      |        |
| 2013 | 2013 지상군 페스티벌 홍보대사(걸스데이)                                            |        |
| 2013 | 플랜코리아 홍보대사(걸스데이)                                                      |        |
| 2013 | 전국기능경기대회 홍보대사(걸스데이)                                                |        |
| 2013 | 3D·UHD콘텐츠 홍보대사(걸스데이)                                                    |        |
| 2014 | 한국산업기술진흥원 케이-걸스데이(k-Girls'Day)홍보대사(걸스데이)                    |        |
| 2014 | 2014년 부산 패션위크 홍보대사(걸스데이)                                            |        |
| 2015 | 한국청소년상담복지개발원 홍보대사(걸스데이)                                        |        |
| 2015 | 실크로드 경주 2015' 홍보대사(걸스데이)                                             |        |
| 2017 | 2018 평창동계올림픽대회 및 동계패럴림픽대회 '패션 크루 프렌즈' 홍보대사(걸스데이)  | [ 15 ] |
| 2017 | 인천광역시 홍보대사                                                                |        |

## 수상 내역

### 시상식
| 연도 | 시상식                      | 부문                              | 작품                | 결과 | 출처   |
| ---- | --------------------------- | --------------------------------- | ------------------- | ---- | ------ |
| 2013 | 제13회 광주국제영화제       | 신인 여우주연상                   | 홀리                | 수상 | [ 16 ] |
| 2016 | SBS 연기대상                | 뉴스타상                          | 미녀 공심이         | 수상 | [ 17 ] |
| 2016 | SBS 연기대상                | 로맨틱코미디부문 여자 우수연기상  | 미녀 공심이         | 수상 | [ 17 ] |
| 2017 | 제53회 백상예술대상         | TV부문 여자 신인연기상            | 미녀 공심이         | 후보 |        |
| 2019 | SBS 연기대상                | 중편드라마 부문 여자 최우수연기상 | 절대 그이           | 후보 |        |
| 2021 | 제20회 뉴욕아시안영화제     | 라이징스타상                      | 최선의 삶           | 수상 | [ 18 ] |
| 2021 | 제42회 청룡영화상           | 신인여우상                        | 최선의 삶           | 후보 |        |
| 2021 | 제22회 부산영화평론가협회상 | 신인여자연기상                    | 최선의 삶           | 수상 |        |
| 2021 | 제22회 올해의 여성영화인상  | 신인상                            | 최선의 삶           | 수상 |        |
| 2021 | MBC 연기대상                | 단막극부문 여자 우수연기상        | 이벤트를 확인하세요 | 후보 |        |
| 2022 | 제58회 백상예술대상         | 영화부문 여자 신인연기상          | 최선의 삶           | 후보 |        |
| 2022 | 제31회 부일영화상           | 신인여자연기상                    | 최선의 삶           | 후보 |        |
| 2022 | 제27회 춘사국제영화제       | 신인여우상                        | 최선의 삶           | 후보 |        |

### 가요 프로그램 1위
| 연도           | 수상 내역(총 1회)                                                    |
| -------------- | -------------------------------------------------------------------- |
| 2015년(총 1회) | - 나도 여자예요(총 1회) - 3월 24일 MBC MUSIC 《쇼 챔피언》 챔피언 송 |